# 萊迪亞布隆峰
46°8′32.8″N 7°40′15.7″E / 46.142444°N 7.671028°E

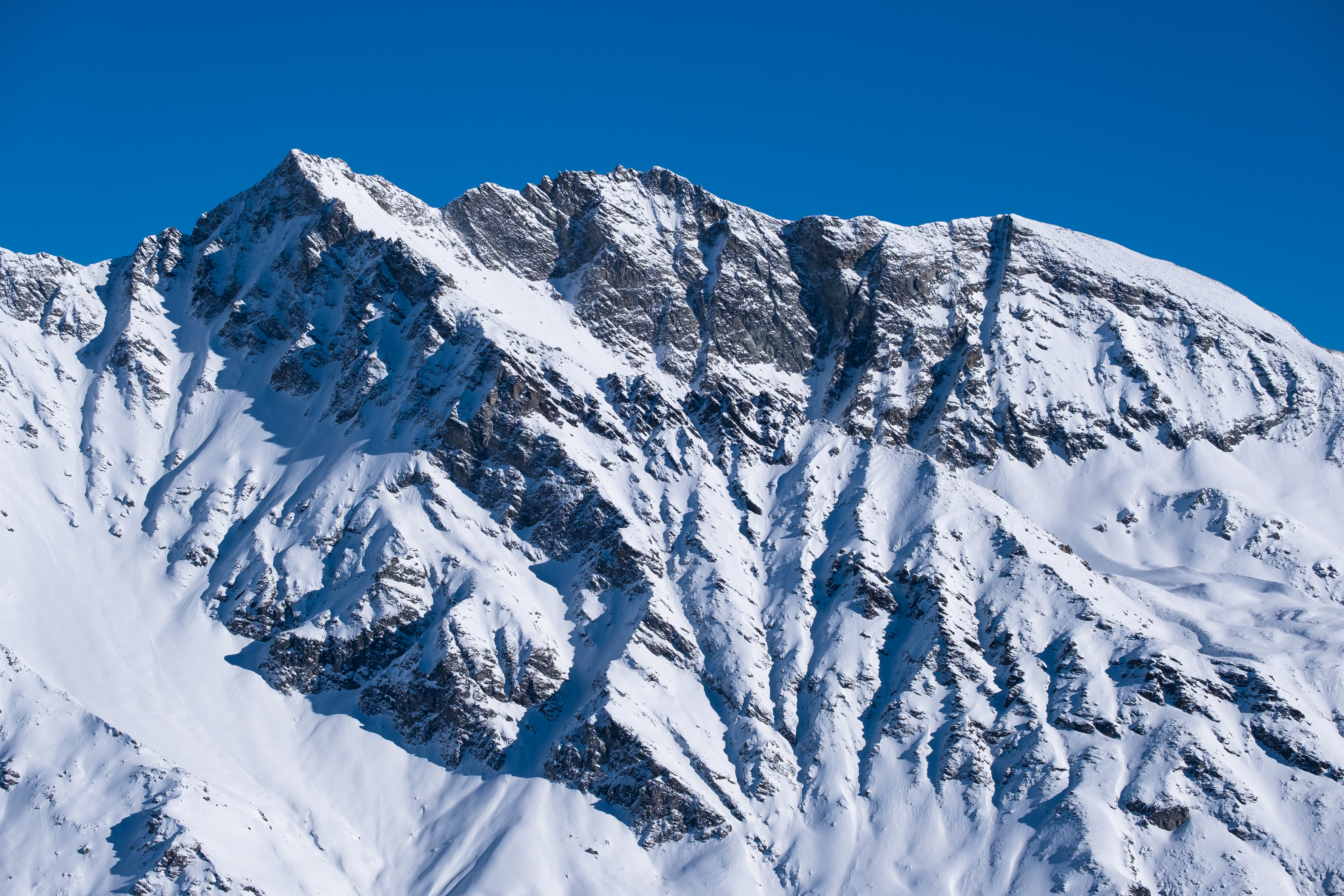

萊迪亞布隆峰（Les Diablons），是瑞士的山峰，位於該國南部，由瓦萊州負責管轄，屬於本寧阿爾卑斯山脈的一部分，海拔高度3,609米，每年平均降雨量1,585毫米。

## 外部連結
- Les Diablons on Hikr （页面存档备份，存于）